# Lirá
Lirá är en ort i Grekland.   Den ligger i prefekturen Lakonien och regionen Peloponnesos, i den södra delen av landet, 160 km söder om huvudstaden Aten. Lirá ligger 468 meter över havet och antalet invånare är 104.
Terrängen runt Lirá är huvudsakligen kuperad. Lirá ligger uppe på en höjd. Runt Lirá är det ganska glesbefolkat, med 29 invånare per kvadratkilometer. Närmaste större samhälle är Monemvasía, 9,4 km nordost om Lirá. 